# 永山義在
永山 義在（ながやま よしあり）は、安土桃山時代から江戸時代前期にかけての人物。室町幕府15代将軍・足利義昭の子として薩摩藩の史料に登場する。通称は右近、休（久）兵衛。『姓氏家系大辞典』やそれを引用した本の影響のため、一般的には永山休兵衛で知られる。

## 略歴
足利義昭の和泉国蟄居の際に誕生したとされる。既に流浪の身となっていた父親の許を離れ、島津氏の食客として薩摩国に身を置き、薩摩藩士・永山某の娘婿となり、永山休（久）兵衛と称したという。なお「鹿児島県史料　旧記雑録拾遺　伊地知季安著作史料集三」においても、大隅国に下り、永山信濃守の食客となり、その姓を借用して永山氏を称したとあり、こちらでも永山氏の娘を室にした旨が記載されている。のちに鹿児島城下に移ったとされる。
しかし同系図では兄・足利義尋は登場するが、一色藤長に養育されたというもう一人の兄弟・一色義喬は登場しない。義在自体は『系図纂要』にも登場するものの、その出自に疑義がもたれている人物でもある。また、永山家自体も義在が創設したのではなく、永山家は藤原姓薩摩蒲生氏分家であり、義在来鹿以前から存在していた。
平嶋公方側の史料、足利譜系図にも登場する。秀吉の征韓の折、その従軍を断って剃髪し高野山に隠れるが、多病のため下山し、後に薩州に渡る云々とある。

## 子孫
子は永山彦右衛門義房、孫は永山休兵衛義比。その後も血統はともかく家統は存続しており、「嘉永4年辛亥斉彬公流儀御覧之一冊」（鹿児島県立図書館所蔵）に永山休兵衛の名がある。また、『鹿児島城下絵図散歩』では現在の鹿児島市山之口町に「永山休兵衛」の名が見える。
なお、一色義喬の子孫・坂本氏が会津藩の江戸留守居や用人になり、戊辰戦争でも物頭を勤めたのとは対照的に、永山氏はそれほど出世していない。また、明治10年（1877年）、西南戦争で政府軍と戦った永山弥一郎（元薩摩藩小姓父休悦、弟休ニ）は末裔といわれるが、義在から弥一郎までの系図は不明確。